# 広島県道155号三原本郷線
広島県道155号三原本郷線（ひろしまけんどう155ごう みはらほんごうせん）は、広島県三原市を通る一般県道である。

## 概要
三原市西町1丁目から三原市本郷町船木に至る。
全般的に見ると未改良箇所が多く、現状では三原市中心部と郊外、さらに佛通寺を結ぶ道路としては機能していない。また、広島県道343号下徳良本郷線以西はいまだに区域決定に至っていない。本路線は三原市中心部と山陽自動車道 本郷IC・広島空港を結ぶ路線として位置付けられているものと思われるが、全線開通の時期などは不明である。

### 路線データ
- 起点：三原市西町1丁目（甲山通り交差点、広島県道25号三原東城線交点）
- 終点：三原市本郷町船木（船木大橋（東）交差点、広島県道33号瀬野川福富本郷線交点、広島県道82号広島空港本郷線終点）
- 総延長：約9.6 km[注釈 1]
- 未開通・区域未決定区間：三原市本郷町船木地内（広島県道343号下徳良本郷線交点 - 終点間）

## 歴史
- 1996年（平成6年）4月25日 - 広島県告示第469号により認定される。

前身は広島県道359号高坂本町線。
- 1997年（平成9年）6月5日 - 広島県告示第649号により広島県道359号高坂本町線（三原市西町1丁目（起点） - 三原市高坂町真良間）部分の区域が決定する。これにより広島県道359号高坂本町線の実延長は0 mになる。
- 1998年（平成10年）8月27日 - 広島県告示第857号により広島県道359号高坂本町線が廃止されたことに伴い同路線との重用関係が消滅する。
- 2000年（平成12年）12月21日 - 広島県道359号高坂本町線時代から通行不能区間だった三原市小坂町 - 三原市高坂町真良間が開通する[注釈 2]。
- 2005年（平成17年）3月22日 - 三原市と賀茂郡大和町・豊田郡本郷町・御調郡久井町が対等合併して改めて三原市が設置されたことに伴い全線が三原市域を通る路線になる。
- 2020年（令和2年）度 - 高坂町（広島県道50号本郷久井線交点） - 本郷町（広島県道343号下徳良本郷線交点）間が開通[1]。これにより、当路線が実体としても本郷町内に入る。

## 路線状況

### 重複区間
- 広島県道344号大草三原線（三原市小坂町） - 重用区間はわずか14 m。将来道路改良により解消される予定。

### 道路施設

#### 橋梁
- 大西1号橋（西野川、三原市）
- 稲積橋（本谷川、三原市）

## 地理

### 通過する自治体
- 三原市

### 交差する道路
| 交差する道路                                            | 交差する場所 | 交差する場所                |
| ------------------------------------------------------- | ------------ | --------------------------- |
| 広島県道25号三原東城線                                  | 西町1丁目    | 甲山通り交差点 / 起点       |
| 国道2号 / 三原バイパス                                  | 西宮2丁目    | [ 注釈 3 ]                  |
| 広島県道344号大草三原線 重複区間起点                    | 小坂町       |                             |
| 広島県道344号大草三原線 重複区間終点                    | 小坂町       |                             |
| 広島県道50号本郷久井線                                  | 高坂町真良   |                             |
| 広島県道343号下徳良本郷線                               | 本郷町船木   |                             |
| 未開通区間                                              |              |                             |
| 広島県道33号瀬野川福富本郷線 広島県道82号広島空港本郷線 | 本郷町船木   | 船木大橋（東）交差点 / 終点 |

### 交差する鉄道
- 山陽本線（予定）

### 沿線
- 京覧カントリー倶楽部